# کلاوس شیر
کلاوس شیر (انگلیسی: Klaus Scheer؛ زادهٔ ۴ اکتبر ۱۹۵۰) بازیکن فوتبال اهل آلمان است.
از باشگاه‌هایی که در آن بازی کرده‌است می‌توان به باشگاه فوتبال شالکه ۰۴، اشپورت فقاند زیگن، و باشگاه فوتبال کایزرسلاوترن اشاره کرد.